# Longisquama insignis
Longisquama insignis ("dlouhá šupina") byl druh archosauromorfního plaza, žijícího v období spodního až středního triasu (v době před asi 235 miliony let) na území dnešního Kyrgyzstánu. Fosilie tohoto nápadného plaza byly objeveny v sedimentech souvrství Madygen. Formálně byl popsán sovětským paleontologem A. G. Šarovem v roce 1970.

## Popis

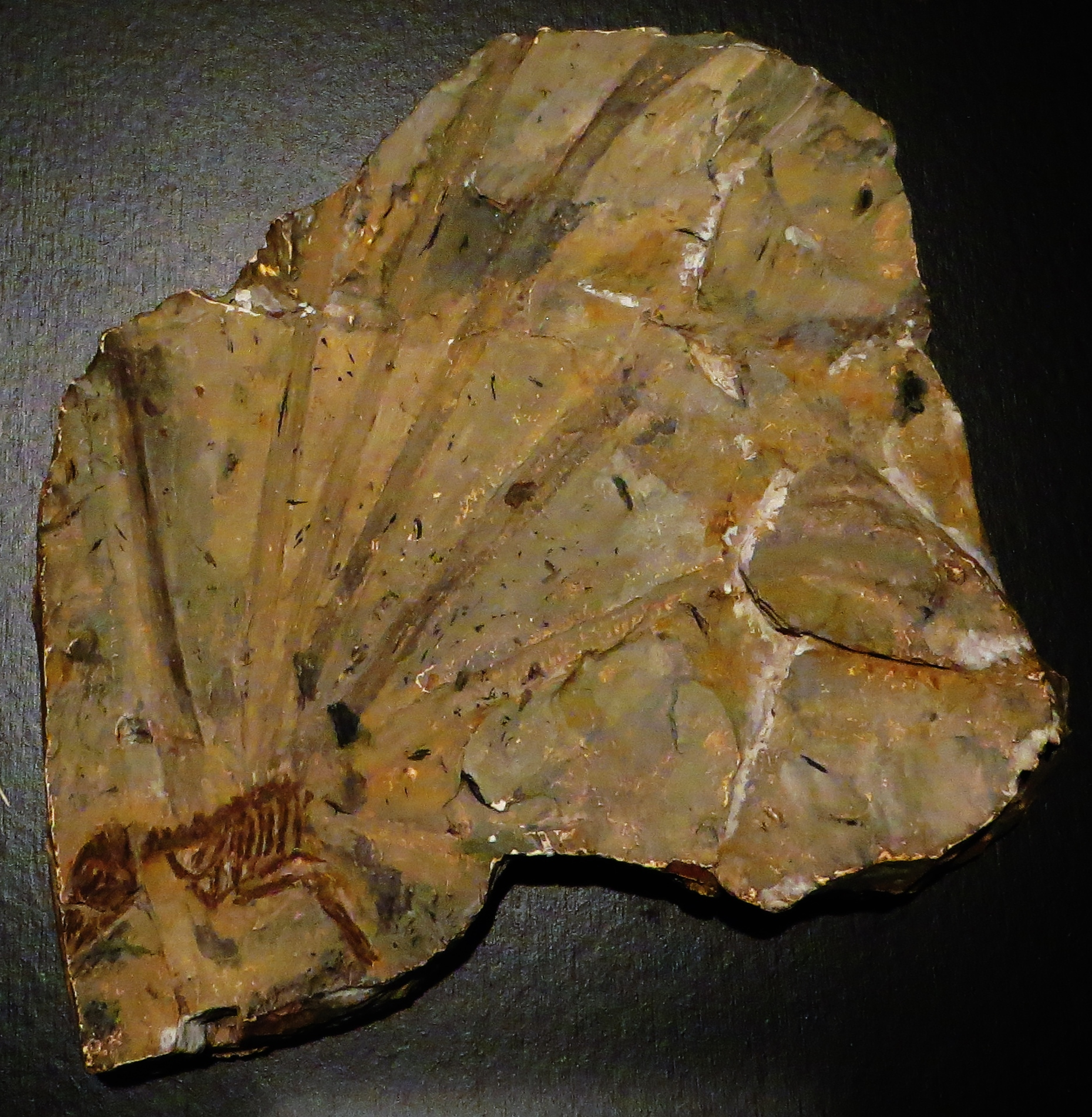
Longisquama insignis - odlitek původní fosilie

Zkameněliny mají podobu částečně zachovalé kostry jednoho jedince a několika otisků jeho tělních výběžků. Kvalita zachování tohoto materiálu není příliš vysoká, přesto dává dobrou představu o celkové anatomii plaza. V současnosti se jeví jako jisté, že tento diapsid neměl nic společného s vývojem ptáků (jak se dříve předpokládalo). O účelu dorzálních výběžků longiskvamy se vědci stále dohadují. Mohlo by jít o prostředek umožňující klouzavý let nebo o signalizační zařízení pro dorozumívání mezi jedinci stejného druhu.
Celkově je anatomie tohoto plaza velmi zvláštní a vybočuje v mnoha ohledech z běžné anatomie archosauromorfů.